# Шевченко (Криворізький район)
Шевче́нко — село в Україні, в Апостолівській міській територіальній громаді Криворізького району Дніпропетровської області.
Населення — 424 мешканці.

## Географія
На півдні межує з селом Володимирівка, на сході з містом Апостолове, та на півночі з селом Солдатське.

## Населення
Згідно з переписом УРСР 1989 року чисельність наявного населення села становила 501 особа, з яких 243 чоловіки та 258 жінок.
За переписом населення України 2001 року в селі мешкали 424 особи.

### Мова
Розподіл населення за рідною мовою за даними перепису 2001 року:
| Мова       | Відсоток |
| ---------- | -------- |
| українська | 91,98 %  |
| російська  | 5,42 %   |
| вірменська | 0,94 %   |
| білоруська | 0,71 %   |
| гагаузька  | 0,24 %   |
| німецька   | 0,24 %   |
| інші       | 0,47 %   |